# Neope christi
Neope christi är en fjärilsart som beskrevs av Charles Oberthür 1886. Neope christi ingår i släktet Neope och familjen praktfjärilar. Inga underarter finns listade i Catalogue of Life.